# Lycenchelys verrillii

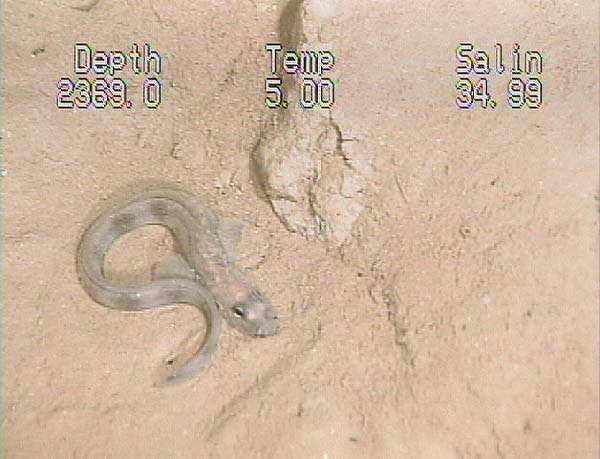
Lycenchelys verrillii en aigües molt profundes, al fons

Lycenchelys verrillii és una espècie de peix de la família dels zoàrcids i de l'ordre dels perciformes.

## Morfologia
- Els mascles poden assolir 25 cm de longitud total.[4]

## Hàbitat
És un peix marí i d'aigües profundes que viu entre 46-1.100 m de fondària.

## Distribució geogràfica
Es troba a l'Atlàntic occidental: des de Terranova (el Canadà) fins a Carolina del Nord (els Estats Units).

## Observacions
És inofensiu per als humans.